# Sofia Harrison
Sofia Nicole Harrison y Dador (Condado de Montgomery, Estados Unidos; 16 de febrero de 1999) es una futbolista filipina nacida en Estados Unidos. Juega de lateral izquierda. Es internacional absoluta por la selección de Filipinas desde 2018.

## Trayectoria
Harrison comenzó su carrera a nivel universitario por los Slippery Rock de la Universidad Slippery Rock.
En 2021 jugó para el Coppermine United de la United Women's Soccer.
En 2022 fichó en el Werder Bremen alemán, sin embargo dejó el club en diciembre de ese año.

## Selección nacional
Internacional absoluta por la selección de Filipinas desde 2018, Harrison disputó el Campeonato Femenino de la AFF de 2018 y la Copa Asiática Femenina de la AFC de 2022, donde llegaron a semifinales. Fue parte del plantel que ganó el Campeonato Femenino de la AFF de 2022.

### Participaciones en copas continentales
| Copa                                     | Sede  | Resultado   |
| ---------------------------------------- | ----- | ----------- |
| Copa Asiática Femenina de la AFC de 2022 | India | Semifinales |

## Clubes
| Club                        | País           | Año       |
| --------------------------- | -------------- | --------- |
| Slippery Rock (Universidad) | Estados Unidos | 2017-2020 |
| Coppermine United           | Estados Unidos | 2021      |
| Werder Bremen               | Alemania       | 2022      |

## Palmarés

### Títulos internacionales
| Título                        | Equipo                 | Sede      | Año  |
| ----------------------------- | ---------------------- | --------- | ---- |
| Campeonato Femenino de la AFF | Selección de Filipinas | Filipinas | 2022 |